# Râul Vâlceaua Găinii
Râul Vâlceaua Găinii este un curs de apă, afluent al râului Valea Brusturetului. 